# Gnophos albula
Gnophos albula är en fjärilsart som beskrevs av Nitsche 1926. Gnophos albula ingår i släktet Gnophos och familjen mätare. Inga underarter finns listade i Catalogue of Life.